# Nashville (Illinois)
Nashville – miasto w Stanach Zjednoczonych, w stanie Illinois, w hrabstwie Washington.